# Майами-иллинойс
Майами-иллинойс (Illinois, Miami, Miami-Illinois, Miami-Myaamia) — мёртвый (бездействующий) алгонкинский язык, на котором раньше говорили племена иллинойсы (включая пеория, кахокия, тамароа, каскаския и  митчигамеа) в штатах Айова, Иллинойс (диалект иллинойс), на северо-востоке штата Оклахома (диалекты майами и пеория), на севере центральной части штата Индиана (диалект майами), в штате Миссури, на западе штата Огайо и прилегающих районах вдоль реки Миссисипи в США. С 1990-х годов племя Оклахомы майами трудится над возрождением языка в рамках совместного проекта университета Майами в городе Оксфорд (штат Огайо).